# Bazylika Sant’Anastasia al Palatino
Bazylika Sant’Anastasia al Palatino (pol. bazylika św. Anastazji na Palatynie) – rzymskokatolicki kościół w diecezji rzymskiej, na Palatynie. Nosi też nazwę Chiesa Rettoria Sant’Anastasia Al Palatino. Tytuł bazyliki mniejszej posiada od niepamiętnych czasów.
Świątynia ta jest kościołem rektoralnym parafii Santa Maria in Portico in Campitelli oraz kościołem tytularnym, mającym również rangę bazyliki mniejszej. Jest też kościołem stacyjnym z pierwszego wtorku Wielkiego Postu.

## Lokalizacja
Kościół znajduje się w X Rione Rzymu – Campitelli przy Piazza di Sant’Anastasia.

## Patronka
Patronką świątyni jest św. Anastazja, urodzona w Rzymie w 281, ochrzczona w tajemnicy przez matkę Faustę i wychowywana w wierze przez św. Chryzogona. Po śmierci męża Anastazja poświęciła się działalności charytatywnej. Po skazaniu na śmierć jej przewodnika duchowego wkrótce sama podzieliła jego los. Kult jej osoby szybko rozprzestrzenił się na Ilirię, Panonię i Konstantynopol, docierając wkrótce do jej rodzinnego miasta. Św. Anastazja jest wymieniana w pierwszej modlitwie eucharystycznej.

## Historia
Bazylika Sant’Anastasia znajduje się u podnóża Palatynu, pomiędzy dwoma rzymskimi drogami, które wyznaczyły kierunek osi głównej budynku. Pomimo barokowej fasady, zbudowanej po 1636 i XVIII-wiecznego wnętrza, będącego efektem gruntownej renowacji z 1722, Sant’Anastasia jest jednym z najstarszych kościołów w Rzymie; została zbudowana w IV wieku na pierwszym piętrze obszernego, masywnego budynku z przełomu II i III wieku, używanego jako mieszkanie, z dużymi sklepami na parterze. Niektórzy badacze uważają, iż budynek ten należał do niejakiego Publiusza, męża Anastazji.
Wczesny kościół chrześcijański był pierwszym, który został wzniesiony w rejonie o zasadniczym znaczeniu społecznym i politycznym w granicach miasta; nawet po wydaniu edyktu mediolańskiego w 313 inne kościoły budowano na obszarach położonych mniej centralnie, co było efektem zapobiegliwości władz, chcących uniknąć konfliktów z poganami. Bliskość władzy administracyjnej na Palatynie, sprawowanej przez przedstawicieli cesarza bizantyjskiego sprawiła, iż Sant’Anastasia stała się oficjalnym kościołem władzy.
Religijne znaczenie bazyliki zostało podkreślone przez uroczyste nabożeństwa, celebrowane w niej przez papieży, takich jak: Messa dell'Aurora, odprawiana przez Grzegorza I, Eucharystia w pierwszy wtorek wielkiego postu i ponownie we wtorek po Pięćdziesiątnicy; w Środę Popielcową w bazylice spotykało się rzymskie duchowieństwo przed pójściem w procesji do kościoła św. Sabiny.
Bazylika podczas pontyfikatu papieża Damazego I  została ozdobiona freskami, a podczas pontyfikatu Hilarego – mozaikami. W ciągu ponad szesnastu wieków swojej historii budynek bazyliki był wielokrotnie przebudowany i restaurowany, między innymi na zlecenie króla Ostrogotów Teodoryka Wielkiego oraz papieży: Jana VII, Leona III, Grzegorza IV, Sykstusa IV, Piusa VII i Piusa IX.

### XX-wieczna renowacja
W ostatnich dekadach XX wieku silna degradacja budynku oraz konieczność jego gruntownej restauracji, przeprowadzonej pod kierunkiem Soprintendenza ai Beni Ambientali e Architettonici di Roma spowodowały zamknięcie kościoła na ponad 35 lat. Dopiero w maju w Roku Jubileuszowym 2000 został on ponownie otwarty dla potrzeb codziennego kultu.

### Wieczysta adoracja Najświętszego Sakramentu
2 marca 2001 ówczesny rektor kościoła, Alberto Pacini, podjął decyzję, iż w bazylice będzie się odbywać wieczysta adoracja Najświętszego Sakramentu. Zwyczaj ten podjęły następnie niektóre parafie rzymskie oraz kościoły w innych krajach, takich jak Kolumbia, Peru, Sri Lanka, Uganda i Tanzania.

## Architektura i wystrój wnętrza
Fasada po zawaleniu się w 1634 została zrekonstruowana na zlecenie papieża Urbana VIII przez jego nadwornego architekta Luigiego Arrigucciego.
Wnętrze zostało zmodernizowane w latach 1721–1722 przez maltańskiego architekta Carlo Gimacha. W kasetonowym stropie nawy umieszczono duży obraz Michelangelo Cerrutiego przedstawiający męczeństwo św. Anastazji (1723). Na stropie transeptu widnieje XIX-wieczny fresk przedstawiający Baranka Bożego w otoczeniu czterech Ewangelistów.
W ołtarzu głównym znajduje się rzeźba św. Anastazji, leżącej na stosie męczeństwa, dzieło rozpoczęte przez Francesco Aprile, a ukończone przez Ercole Ferratę. Wnętrze bazyliki zdobią ponadto liczne obrazy pędzla takich artystów jak: Lazzaro Baldi (Narodzenie w ołtarzu głównym), Pier Francesco Mola (Święty Jan Chrzciciel), Francesco Trevisani czy Étienne Parrocel.

## Wykopaliska archeologiczne pod kościołem
Kompleks archeologiczny, widoczny pod kościołem, jest zbiorem struktur należących do różnych okresów, począwszy od epoki republiki rzymskiej do V wieku naszej ery. Są to pomieszczenia wychodzące na via dei Cerchi oraz domy pod prawą nawą kościoła i wzdłuż stoków Palatynu. najbardziej interesującą część całego stanowiska archeologicznego stanowi obszerny kompleks, utworzony przez szereg dużych sklepów (łac. tabernae), datowanych na I wiek naszej ery, poprzedzonych rzędem słupów wyciętych z bloków tufu wulkanicznego, pokrytych masywnymi, ceglanymi pilastrami w drugiej fazie budowy.

## Kościół tytularny
Bazylika św. Anastazji na Palatynie jest jednym z kościołów tytularnych nadawanych kardynałom-prezbiterom (Titulus Sanctae Anastasiae). Według legendy jej pierwszym kardynałem prezbiterem miał być św. Hieronim, który, według tradycji, mieszkał w pobliżu bazyliki Sant' Anastasia i odprawiał w niej msze.
- Anastasius (udokumentowany w 499)
- Eustracius (udokumentowany w 721-732)
- Leon (udokumentowany w 743-745)
- Grzegorz (udokumentowany w 761)
- Klemens (udokumentowany w 769)
- Grzegorz (udokumentowany w 853)
- Stefan (udokumentowany w 928)
- Dominik (udokumentowany w 963-969)
- Hubert (udokumentowany w 1044)
- Gaudenty (udokumentowany w 1060-1064)
- Cono (udokumentowany w 1076-1082)
- Anastazy (obediencja wiberyńska w 1084-1099)
- Jan (udokumentowany w 1098-1108)
- Boso (1113-1122)
- Theobaldus Boccapecus (1123-ok. 1126)
- Piotr (1128-1130)
- Azo da Piacenza (1134-1139)
- Ribaldo da Piacenza (1140-1142)
- Ariberto (1143-1156)
- Giovanni Gaderisio (1158-1179)
- Bobo (1188-1189)
- Romano (1190-1194)
- Roger (1205-1212)
- Gregorio Gualgano (1216-1224)
- Pilfort de Rabastens (1320-1324)
- Adhémar Robert (1342-1352)
- Pierre de Monteruc (1356-1385)
- Pietro Tomacelli (ok. 1387-1389)
- Enrico Minutoli (1389-1405)
- Vicente de Ribas (1408)
- Guillaume Ragenel de Montfort (1432)
- Giorgio Fieschi (1440-1449)
- Jordi d'Ornós (obediencja bazylejska 1440–1441)
- Zbigniew Oleśnicki (obediencja bazylejska 1441-1447?)
- Louis de La Palud (1450-1451)
- Giacomo Tebaldi (1457-1466)
- Giovanni Battista Zeno (ok. 1473-1479)
- Paolo Fregoso (1480-1489)
- Antoniotto Pallavicini (1489-ok. 1491, in commendam ok. 1491-1493)
- John Morton (1493-1500)
- Antonio Trivulzio (1500-1504)
- Robert Guibé (1505-1513)
- Antoine Bohier du Prat (1517-1519)
- Lorenzo Campeggio (1519-1528)
- Antoine du Prat (1528-1535)
- Cristoforo Giacobazzi (1537), (in commendam 1537-1540)
- Robert de Lénoncourt (1540-1547)
- Francesco Sfondrati (1547-1550)
- Giovanni Angelo Medici (1550-1552)
- Giovanni Poggio (1552-1556)
- Giovanni Michele Saraceni (1557-1565)
- Scipione Rebiba (1565-1566)
- Pier Francesco Ferrero (1565-1566)
- Ludovico Simonetta (1566-1568)
- Philibert Babou de la Bourdaisière (1568–1570)
- Antoine Perrenot de Granvella (1570)
- Stanisław Hozjusz (1570)
- Girolamo di Corregio (1570-1572)
- Gianfrancesco Gambara (1572-1578)
- Alfonso Gesualdo (1578-1579)
- Zaccaria Delfino (1578-1583)
- Giovanni Francesco Commendone (1584)
- Pier Donato Cesi (1584-1586)
- Ludovico Madruzzo (1586-1591)
- Giulio Canani (1591-1592)
- Simeone Tagliavia d’Aragonia (1592-1597)
- Bonifacio Bevilacqua (1599-1611)
- Bernardo de Rojas y Sandoval (1601-1618)
- Felice Centini (1621-1633)
- Ulderico Carpegna (1634-1659)
- Federico Sforza (1659-1661)
- Carlo Bonelli (1665-1676)
- Camillo Massimo (1676-1677)
- Girolamo Gastaldi (1677-1685)
- Federico Baldeschi Colonna (1685-1691)
- Giambattista Costaguti (1691-1704)
- Giandomenico Paracciani (1706-1721)
- Nuno de Cunha da Ataíde (1721-1750)
- Carlo Maria Sacripante (1751-1756)
- Giacomo Oddi (1756-1758)
- Carlo Vittorio Amadeo della Lanze (1758-1763)
- Ludovico Calini (1766-1771)
- Muzio Gallo (1785-1801)
- Ludovico Flangini Giovanelli (1802-1804)
- Ferdinando Maria Saluzzo (1804-1816)
- Francisco Antonio Javier de Gardoqui Arriquibar (1817-1820)
- Johann Casimir von Häffelin (1822-1827)
- Cesare Nembrini Pironi Gonzaga (1829-1837)
- Angelo Mai (1838-1854)
- Karl August von Reisach (1855-1861), (in commendam 1861-1868)
- Luigi Oreglia di Santo Stefano (1874–1884)
- Carlo Laurenzi (1884–1893)
- Andrea Ferrari (1894–1921)
- Michael von Faulhaber (1921–1952)
- James McIntyre (1953–1979)
- Godfried Danneels (1983–2019)
- Eugenio Dal Corso (2019–2024)